# Madame Butterfly (cuento corto)
Madame Butterfly es un cuento del abogado y escritor estadounidense John Luther Long . Se basa en los recuerdos de su hermana, Jennie Correll, que había estado en Japón con su marido, un misionero metodista, y fue influenciado por la novela Madame Chrysanthème de Pierre Loti de 1887. Se publicó en Century Magazine en 1898, junto con algunos de los otros relatos breves de Long.

## Argumento
Un oficial naval estadounidense, el teniente Benjamin Franklin Pinkerton, llega a Japón para asumir sus funciones en un barco atracado en Nagasaki. Por sugerencia de su amigo Sayre, toma una esposa japonesa y una casa durante su estadía allí. Su joven novia, Cho-Cho-San, es una geisha cuya familia estaba firmemente a favor del matrimonio hasta que Pinkerton les prohibió visitarlos. Cuando supieron que no se les permitiría visitarles, repudiaron a Cho-Cho-San. El barco de Pinkerton finalmente zarpa de Japón. En su ausencia y sin que él lo sepa, ella da a luz a su hijo, un hijo al que llama "Problema". A medida que pasa el tiempo, Cho-Cho-San sigue convencida de que Pinkerton volverá con ella algún día, pero su criada, Suzuki, se vuelve cada vez más escéptica. Entonces llega Goro, un intermediario matrimonial, y le propone divorciarse de Pinkerton, diciéndole que aunque regrese, la dejará y se llevará al niño con él. Él le propone un esposo japonés para cuidarla: Yamadori, un príncipe que había vivido mucho tiempo en Estados Unidos. Aunque no tiene intención de seguir adelante con el plan de Goro, le dice que organice una reunión con Yamadori.

### Galería
|                                       |
| Cho-Cho-San muestra su bebe a Suzuki. |

|                                                                                              |
| El intermediario matrimonial fija la fecha para que Cho-Cho-San conozca al principeYamadori. |

|                                                                |
| Cho-Cho-San se viste finamente para su encuentro con Yamadori. |

| |
| Suzuki sostiene un espejo y ruega a Cho-Cho-San que descanse antes de la llegada del señor Pinkerton. |

|                                                                          |
| "Lamentandose Kwannon!" llora Cho-Cho-San después de verse en el espejo. |

| |
| Suzuki y Cho-Cho-San se esconden detrás de un shoji mientras esperan la llegada del señor Pinkerton. |

|                                                                                            |
| La noche cae y el señor Pinkerton no llega, Cho-Cho-San ilumina con una linterna de papel. |

|                                                                      |
| Con una espada en su regazo, Cho-Cho-San se prepara para suicidarse. |

## Base histórica
Según un libro de Jan van Rij, la historia de Long se basó libremente en la madre biológica de Tomisaburo, el hijo adoptivo británico-japonés de Thomas Blake Glover y su esposa japonesa Awajiya Tsuru (淡路屋 ツル). La madre biológica de Tomisaburo era Maki Kaga, que trabajaba en el distrito de placer de Nagasaki (sin embargo, Glover no era su padre biológico). Fue la hermana de Long, Sara Jane Correll, quien usó por primera vez el nombre "Cho-Cho-San" para Maki Kaga. La historia también tiene muchas similitudes con la novela semiautobiográfica de Pierre Loti, Madame Chrysanthème, que también se desarrolla en Nagasaki y se adapta a una ópera .

## Estilo
El uso de Long de lo exótico y lo clásico en "Madame Butterfly" reflejó la combinación de estilos japoneses y tradicionales en el movimiento Arts and Crafts de principios del siglo XIX y la fascinación estadounidense por Japón que comenzó con la " apertura de Japón " de Matthew . C. Perry en 1854.

## Adaptaciones

### Teatro
La historia interesó al dramaturgo estadounidense David Belasco quien, en colaboración con Long, la adaptó a una obra de teatro en un acto, Madame Butterfly: A Tragedy of Japan . La obra se estrenó en el Herald Square Theatre de Nueva York el 5 de marzo de 1900. Siete semanas después, Belasco la llevó al Duke of York's Theatre de Londres, donde se presentó a sala llena.
En 1988, David Henry Hwang escribió una obra de teatro titulada M. Butterfly, que es un comentario sobre los estereotipos racistas en la ópera de Puccini. A pesar del tono trágico de la obra, Hwang obviamente satiriza la ignorancia occidental sobre Asia y la fantasía de la mujer asiática pasiva. David Cronenberg adaptó la obra a una película en 1993.

### Ópera
La producción de la obra llamó la atención de Giacomo Puccini, quien compondría la ópera orientalista Madama Butterfly con libreto basado en la obra de Belasco y el cuento de Long. La versión original de la ópera, de dos actos, se estrenó el 17 de febrero de 1904 en La Scala de Milán .

### Películas
La historia ha sido adaptada al cine varias veces:
- Madame Butterfly (película de 1915), una película muda estadounidense dirigida por Sidney Olcott
- Madame Butterfly, un nombre alternativo para Harakiri (película de 1919), una película muda alemana dirigida por Fritz Lang
- Madame Butterfly(película de 1932), una película estadounidense dirigida por Marion Gering
- Madame Butterfly(película de 1954), una película conjunta italo-japonesa dirigida por Carmine Gallone
- Madame Butterfly (película de 1995), una producción europea dirigida por Frédéric Mitterrand